# Sekwencja sygnałowa
Sekwencja sygnałowa peptydu – swego rodzaju „adres” dla danego peptydu, który informuje o tym, gdzie ma znaleźć się dane białko w komórce.
Wyróżnia się sekwencje sygnałowe dwóch rodzajów:
- aminokwasowa – o charakterystycznym układzie dla danego celu, od kilku do kilkudziesięciu aminokwasów; niektórzy postulują, iż od konkretnego układu aminokwasów istotniejszy jest charakter ciągu aminokwasowego (na przykład: blok aminokwasów o resztach apolarnych)
- struktura białka – drugo-, trzecio- i czwartorzędowa; kształt danego białka po sfałdowaniu;

sekwencja sygnałowa jest warunkiem niezbędnym i wystarczającym do skierowania białka do konkretnego przedziału.
Także system niszczenia białek krótko żyjących oparty na znakowaniu ubikwityną opiera się na sekwencji sygnałowej (8-10 aminokwasów) nazywanej destruction box.
Hipotezę istnienia sekwencji sygnałowych wysnuł Günter Blobel, za co w 1999 otrzymał nagrodę Nobla.